# Eşref Apak
Eşref Apak (né le 3 janvier 1982 à Kalecik, Ankara) est un athlète turc, spécialiste du lancer du marteau.

## Carrière
Il a remporté la médaille d'argent du lancer du marteau lors des Jeux olympiques de 2004, à Athènes, après disqualification du Biélorusse  	Ivan Tsikhan.
Il détient le record national turc avec 81,45 m.
Le 20 juillet 2018, il remporte la médaille d'or des championnats des Balkans avec 76,21 m.

## Progression
- 2000 : 69.97,  1, (-19 ans), WJ Santiago du Chili, 18 octobre
- 2001 : 72.82, NJR 1, Turnov 20 mai
- 2002 : 73.24, 1, (-22 ans), NC Ankara 2 juin
- 2003 : 77.57,  1, Istanbul, 6 juillet
- 2004 : 80.16, NR 1, Konya, 27 juin

## En 2004
- 77.00, 1, Le Caire, 23 février
- 76.11, 1, Le Caire, 27 février
- 77.76, 2, Euro Challenge Marsa, 14 mars
- 71.82, 1, Ch. univ. Izmir (Smyrne), 11 mai
- 74.80, 1, Istanbul, 16 mai
- 79.17, 1, Cezmi Istanbul, 5 juin
- 80.16, NR PB 1, Konya, 27 juin
- 77.50, 1, C. balkan. Istanbul, 3 juillet
- 76.74, 4qA, Jeux olympiques d'Athènes, 20 août
- 79.51, 3, Jeux olympiques d'Athènes, 22 août

## Dans les principaux championnats
- 2000 : 69.97, 1, (catégorie junior), WJ Santiago du Chili, 18 octobre
- 2001 : 67.56, 3, (catégorie junior), EJ Grosseto (Italie), 22 juillet
- 2001 : 71.06, 6, MedG Radès, 14 septembre
- 2003 : 76.52, 2, (catégorie espoirs) EJ Bydgoszcz, 19 juillet
- 2004 : 79.51, 3, Jeux olympiques d'Athènes, 22 août
- 2005 : médaille d'or à Almería aux Jeux méditerranéens